# Israel Kamakawiwo'ole
Israel „Iz“ Kaʻanoʻi Kamakawiwoʻole (20. května 1959 Honolulu – 26. června 1997 Honolulu) byl havajský hudebník a synovec konferenciéra Moea Kealea.

## Životopis
Narodil se na ostrově Oahu v porodnici Kuakini matce Evangeline Leinani Kamakawiwoʻole a otci Henrymu Kaleialohovi Naniwovi.
Hudbě se začal věnovat se svým bratrem Skippym ve věku 11 let. Tehdy měl za své velké vzory místní havajské muzikanty jako Peter Moon, Palani Vaughn, a Don Ho.
Ve věku 15 let se odstěhovali do Mākaha, kde v roce 1976 spolu se svým bratrem založili kapelu Mākaha Sons of Ni‘ihau. V následujících letech se proslavili po celé Havaji a jiných nedalekých ostrovech. Za tu dobu vydali celkem 10 úspěšných alb.
V roce 1982 zemřel Izův bratr Skippy na infarkt. V témže roce se Iz oženil se svou dětskou láskou Marlene a brzy měli dceru, které dali jméno Ceslieanne „Wehi“. V roce 1990 Iz vydal své první sólové album Ka’ano’i, díky kterému vyhrál cenu Hawai'i Academy of Recording Arts (HARA) za nejlepší album roku a cenu nejlepší zpěvák roku. Album Facing Future, vydané v roce 1993, bylo považováno za nejlepší ze všech, a to hlavně díky písním – What a Wonderful World a Somewhere Over the Rainbow.
V roce 1994 byl zvolen nejlepším bavičem Havaje.
Poté v roce 1995 vydal album E’ Ala‘ E a v roce 1996 album In Dis Life.
Vystupoval aktivně za práva původních obyvatel a nezávislost Havaje na USA.
V roce 1997 byl znovu oceněn několika cenami od HARA: Male Vocalist of the Year, Favourite Entertainer of the Year, Album of the Year a Island Contemporary Album of the Year – zpěvák roku, bavič roku, album roku a nejlepší soudobé album roku na ostrově Havaj.
To vše ale sledoval jen ze své postele v nemocnici… Iz trpěl morbidní obezitou, při výšce 188 cm vážil 340 kg (BMI 96,2). Dne 26. června 1997 ve 12.18, zemřel na dýchací problémy. Bylo mu pouze 38 let. Ten den byla na jeho počest zdvižena havajská vlajka. Izovo tělo bylo vystaveno v budově Kapitolu v Honolulu, byl teprve třetí, kdo měl tu čest – před ním to byli pouze guvernér John A. Burns a americký senátor Spark Matsunaga.
Jeho pohřbu se zúčastnilo 10 tisíc lidí. Později byl jeho popel vysypán do oceánu na pláži Mākua Beach, jak lze vidět v klipu Somewhere Over The Rainbow.
Albem Facing Future, které bylo vydáno v roce 1993, se proslavil i mimo Havaj. Jeho směs písní z alb Somewhere over the rainbow a What a Wonderful World byla následně hrána v několika filmech (např.: 50× a stále poprvé s písní Somewhere Over the Rainbow), televizních pořadech a reklamních spotech.
Hrál na ukulele a začlenil se i do jiných žánrů, například jazz a reggae, Kamakawiwoʻole měl velký vliv v havajské hudbě během posledních 15 let.

## Alba
- Ka 'Ano'i (1990)
- Facing Future (1993)
- E Ala E (1995)
- N Dis Life (1996)
- Iz in Concert: The Man and His Music (1998)
- Alone in Iz World (2001)
- Wonderful World (2007)
- Somewhere over the Rainbow (2010)